# وی۳۷۶ شاه‌تخته
وی۳۷۶ شاه‌تخته یک ستاره است که در صورت فلکی شاه‌تخته قرار دارد.